# Coimbra (Minas Gerais)
Coimbra is een gemeente in de Braziliaanse deelstaat Minas Gerais. De gemeente telt 7.209 inwoners (schatting 2009).

## Aangrenzende gemeenten
De gemeente grenst aan Cajuri, Ervália, Paula Cândido, São Geraldo, São Miguel do Anta en Viçosa.